# Audiencja

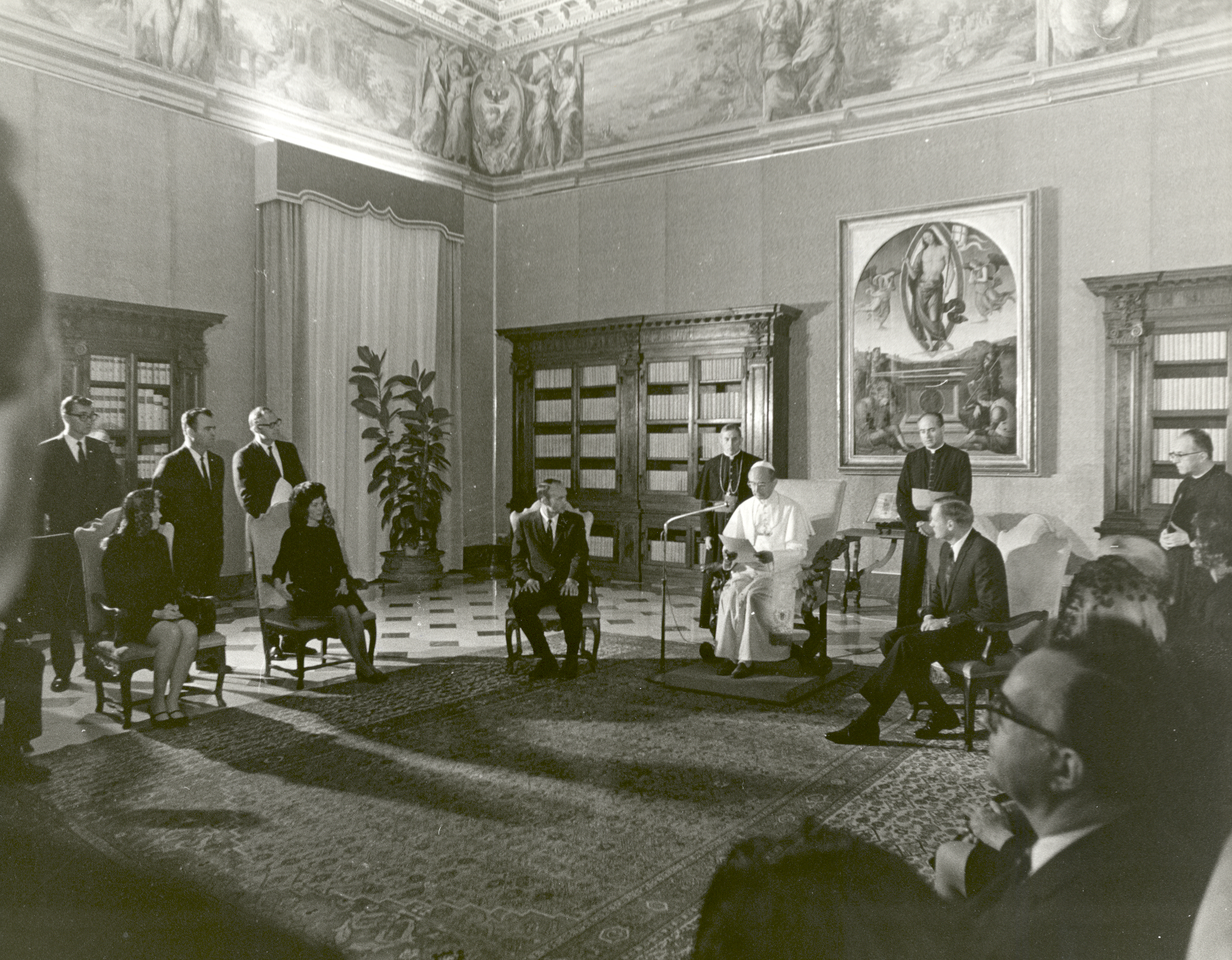
Załoga Apollo 11 na audiencji u papieża Pawła VI, 16 października 1969

Audiencja (łac. audientia od audire – 'słyszeć; słuchać') – prywatne lub publiczne spotkanie lub oficjalne posłuchanie. Audiencji udziela zwykle osoba piastująca wysokie stanowisko (w szczególności król lub papież).